# Rolando Marchinares
Rolando Marchinares (ur. 22 listopada 1966) – peruwiański sztangista, olimpijczyk, uczestnik letnich igrzysk olimpijskich w Seulu i Barcelonie.
Podczas letnich igrzysk olimpijskich w Seulu (1988) startował w wadze superciężkiej (+110 kg) gdzie został sklasyfikowany na 15. pozycji z wynikiem 325 kg. Cztery lata później wystąpił na igrzyskach w Barcelonie (1992), gdzie również startował w kategorii superciężkiej (+110 kg) - na igrzyskach tych zajął 17. miejsce dźwigając 347,5 kg.